# Abraham Kupchik
 Abraham Kupchik  (25 de marzo de 1892 – 26 de noviembre de 1970) fue un maestro de ajedrez estadounidense.
Abraham Kupchik nació en una familia judía en Brest (Bielorrusia) (entonces parte del Imperio ruso, después Polonia y ahora Bielorrusia). Su familia emigró a Estados Unidos en 1903. 
Ganó el Campeonato de Manhattan diez veces en solitario y una vez compartido. En 1915, empató por la tercera/cuarta plaza con Oscar Chajes, detrás de José Raúl Capablanca y Frank Marshall en Nueva York. En 1916, empató por la segunda-cuarta plaza con David Janowsky y Borislav Kostić, detrás de Capablanca, en Nueva York. En 1923, empató en el primer puesto con Marshall en Lake Hopatcong. En 1924, perdió un match contra Efim Bogoljubov (+1 -3 =2) en Nueva York. En 1925 empató un match contra Carlos Torre Repetto (+1 -1 =4) en Nueva York. En 1926, finalizó segundo, detrás de Capablanca, en Lake Hopatcong.
Kupchik defendió los colores del equipo de Estados Unidos en la sexta Olimpiada de ajedrez en Varsovia en 1935. Su marcador fue (+6 -0 =8) en el tercer tablero y ganó la medalla de bronce individual y la medalla de oro por equipos. Jugó en el tablero 9 en el match de radio URSS-Estados Unidos de 1945, perdiendo 0.5-1.5 contra Vladímir Makogonov.